# Hans Åke Sandén
Hans Åke Lars Sandén, född 29 augusti 1945 i Målilla, Småland, död 19 januari 1989 i Stockholm, var en svensk målare och tecknare. 
Sandén studerade konstvetenskap i Lund och dekorativ målning vid Konstfackskolan i Stockholm. Separat ställde han ut ett flertal gånger i Stockholm och han medverkade i samlings- och grupputställningar i Stockholm och Kalmar. Hans konst består av bilder med ett tema från Krig och Fred, landskapsbilder från Öland och Kalmartrakten utförda i ett flertal olika tekniker. Sandén finns representerad vid Statens konstråd och Kalmar konstmuseum. Han är begravd på Skogskyrkogården i Kalmar.

### Fotnoter
1. ↑  Kalmar konstmuseum
2. ↑  ”Sandén, Hans Åke Lars”. SvenskaGravar.se. https://www.svenskagravar.se/gravsatt/5b631e0a-628f-4620-9d60-d19f75641277. Läst 30 april 2024.